# Chris Wondolowski
Christopher Elliott Wondolowski (født d. 28. januar 1983) er en amerikansk tidligere professionel fodboldspiller, som spillede som angriber i sin karriere.
Med 171 mål i Major League Soccer holder Wondolowski rekorden for flest mål i ligaen nogensinde. Han har to gange været ligaens topscorer, og blev i 2012 hyldet som ligaens Most Valuable Player.

## Klubkarriere

### Houston Dynamo
Wondolowski blev i 2005 draftet af San Jose Earthquakes, med spillede hovedsageligt på reserveholdet i sin debutsæson med kun to kampe i MLS. I 2006 annoncerede man at klubben ville flytte til Houston, og blev hermed omdøbt til Houston Dynamo.

### San Jose Earthquakes
Wondolowski vendte i juni 2009 tilbage til San Jose, da han blev traded til San Jose Earthquakes, som havde genopstået efter at de oprindelig hold var flyttet til Houston.
Han havde sit store gennembrud i 2010 sæsonen, da han scorede 18 mål i sæsonen, og hermed for første gang i sin karriere var topscorer i MLS. Han fortsatte den gode form i 2011 sæsonen, hvor han med 16 mål igen var topscorer, denne gang delt med Dwayne De Rosario. Topscorertitlen endte dog med at gå til De Rosario, da han havde flere assists i sæsonen, og dermed tog titlen via tiebreaker.
Han havde sin karrieres klart bedste sæson i 2012. Sæsonen endte med 27 mål for Wondolowski, hvilke matchede den daværende rekord for flest mål i en enkelt sæson i ligaens historie. Han blev også den første spiller nogensinde til at blive kåret månedens spiller 4 gange i en enkelt sæson. Han blev som resultat af denne fantastiske sæson kåret til Most Valuable Player, altså årets spiller i ligaen.
Dog det ikke lykkedes ham at replikere sin 2012 sæson, så fortsatte han stadig med at være en solid angriber i ligaen. Han scorede den 24. maj 2015 sit mål nummer 100 i MLS, og blev her kun den niende spiller til at opnå dette antal.
Wondolowskis mål den 19. august 2017 betød at han blev den første spiller nogensinde til at score 10+ mål i 8 sæsoner i streg i MLS.
Wondolowski scorede den 18. maj 2019 4 mål i en enkelt kamp imod Chicago Fire. Dette betød at han hermed slog Landon Donovans rekord på 148 mål, og hermed blev den mest scorende spiller i ligaens historie.
Han spillede sin sidste kamp den 7. november 2021, hvor han også scorede sit 171ende og sidste mål i sin karriere i MLS. Han annoncerede efter kampen at han gik på pension.

## Landsholdskarriere
Wondolowski debuterede for USA's landshold den 22. januar 2011. Han var del af USA's trupper til VM 2014 og Copa América Centenario.

## Titler
San Jose Earthquakes
- Supporters' Shield: 2 (2005, 2012)

Houston Dynamo
- MLS Cup: 2 (2006, 2007)

USA
- CONCACAF Gold Cup: 1 (2013)

Individuelle
- MLS Topscorer: 2 (2010, 2012)
- MLS Årets hold: 3 (2010, 2011, 2012)
- MLS Most Valuable Player: 1 (2012)
- MLS All-Star: 5 (2011, 2012, 2013, 2016, 2019)
- CONCACAF Gold Cup Topscorer: 1 (2013)

Rekorder
- MLS Topscorer
- San Jose Earthquakes Topscorer